# Xaenapta latimana
Xaenapta latimana là một loài bọ cánh cứng trong họ Cerambycidae.